# Westwell Leacon
Westwell Leacon est un village du Kent, en Angleterre.